# Tilursar-e Szarghi
Tilursar-e Szarghi (pers. تيلورسرشرقي) – wieś w Iranie, w ostanie Mazandaran. W 2006 roku miejscowość liczyła 512 mieszkańców w 156 rodzinach.